# Cannole
Cannole (im lokalen Dialekt (Griko): Cannule oder Cànnula) ist eine südostitalienische Gemeinde (comune).

## Geografie
Die Gemeinde hat 1576 Einwohner (Stand 31. Dezember 2023). Sie liegt in der Provinz Lecce in Apulien, etwa 27,5 Kilometer südsüdöstlich der Stadt Lecce im Salento. Bis zum Adriatischen Meer sind es zehn Kilometer in östlicher Richtung.

## Geschichte

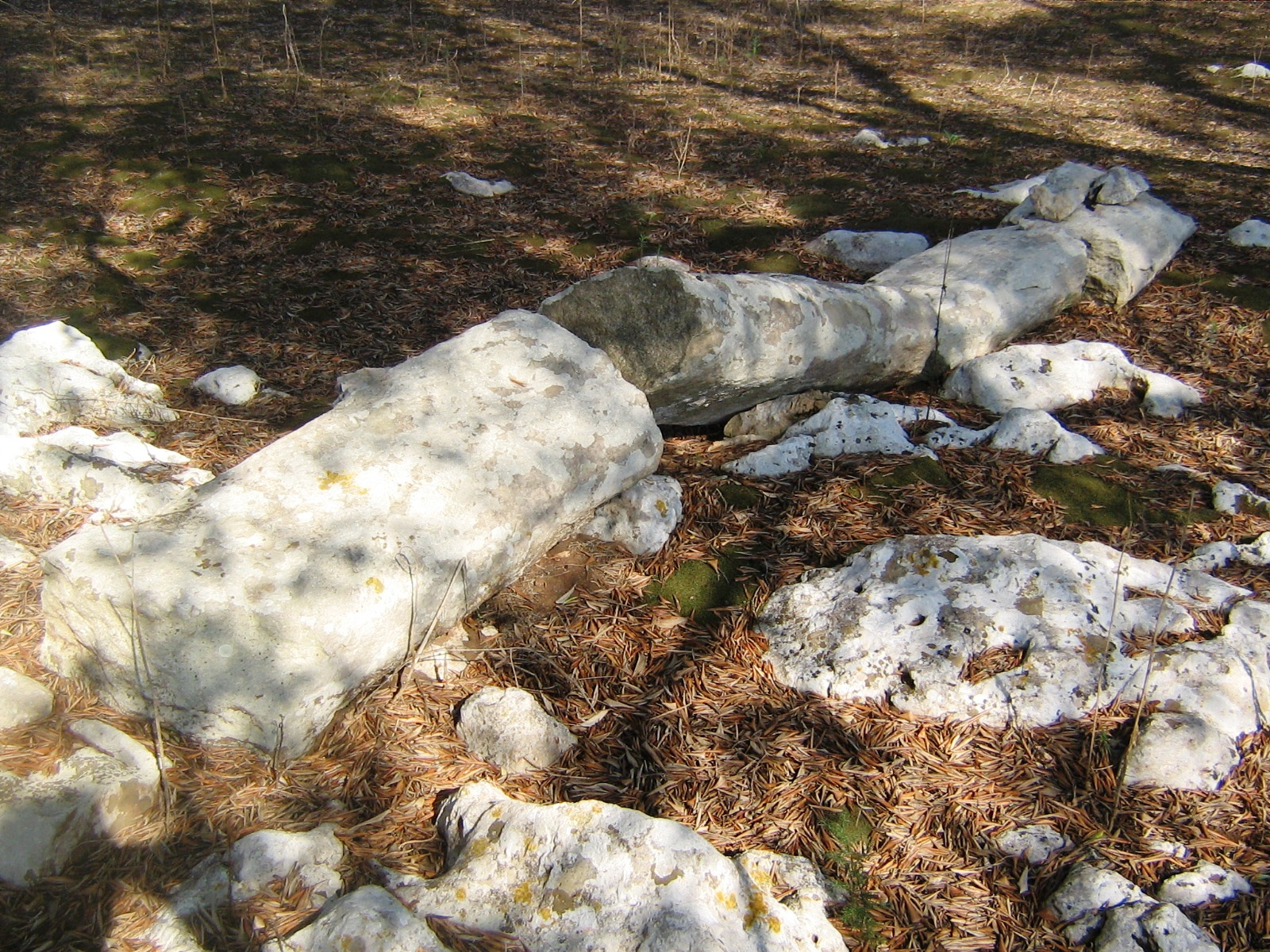
Der zerbrochene Menhir Santu Lasi

Die Ursprünge der Gemeinde gehen auf die Zeit der Sarazeneneinfälle zurück. Die Burg von Cannole wurde 1413 durch Orsini del Balzo errichtet.

## Verkehr
Der Haltepunkt Cannole liegt an der Bahnstrecke Maglie–Otranto.